# Kreuzkaserne

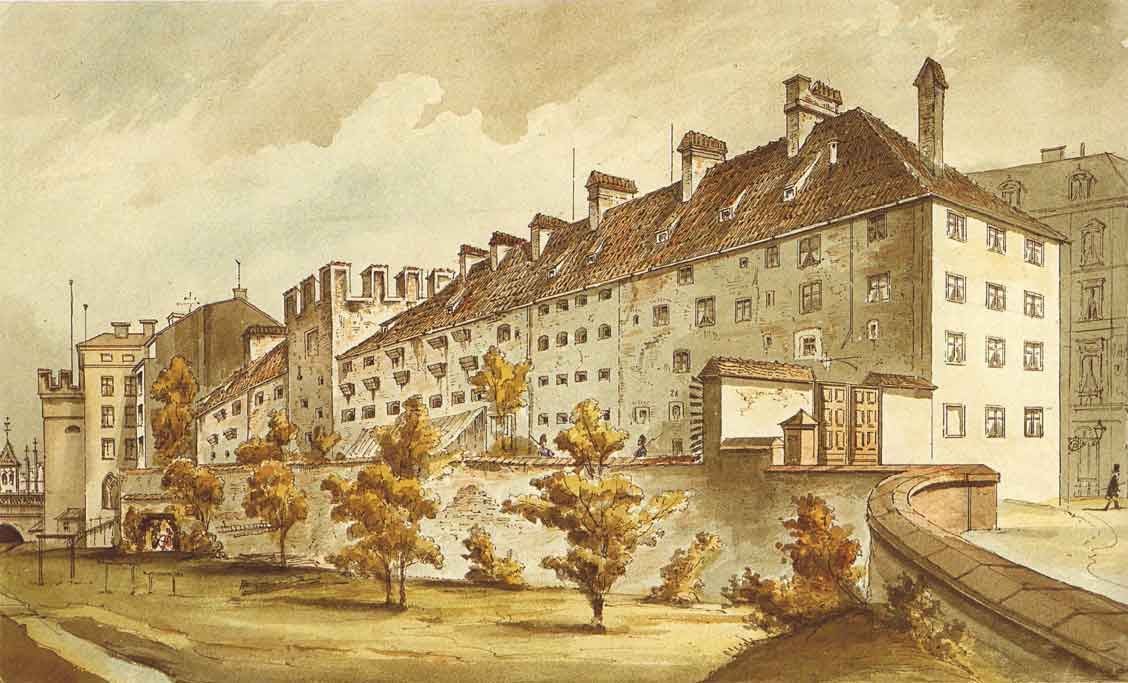
Christian Steinicken: Die Kreuzkaserne (1870)

Die Kreuzkaserne war die älteste Kaserne der bayerischen Armee in der Garnison München. Sie erstreckte sich von nahe dem Karlstor bis zum damaligen Josephspital, also Richtung Sendlinger Tor, zwischen der heutigen Herzog-Wilhelmstraße und der früheren Stadtbefestigung, heute Sonnenstraße; sie war etwa 300 Meter lang. Benannt war die Kaserne, die von 1670 bis 1883 bestand, nach der in der Nähe befindlichen Kreuzkirche.
Nachdem im August 1825 die letzten Truppenteile aus der bereits baufälligen Kaserne in die Türkenkaserne verlegt wurden, wurde der übriggebliebene Teil der Anlage noch als Militärgefängnis genutzt.